# Тырлы
Тырлы — хутор в Среднеахтубинском районе Волгоградской области.
Входит в состав Кировского сельского поселения.

## География
На хуторе имеются две улицы — Полевая и Центральная.

## Население
| 2010 |
| ---- |
| 41   |